# Vernancourt
Vernancourt est une commune française, située dans le département de la Marne en région Grand Est.

## Géographie
| Saint-Jean-devant-Possesse | Possesse       | Charmont              |
|                            | Vernancourt    |                       |
| Vanault-les-Dames          | Villers-le-Sec | Bettancourt-la-Longue |

La commune de Vernancourt est longée par la départementale n°982 (D 982).
Le seul moyen d'accéder à la commune est la route.

### Hydrographie
La commune est dans la région hydrographique « la Seine de sa source au confluent de l'Oise (exclu) » au sein du bassin Seine-Normandie. Elle est drainée par la Vière, le Cru, le Jardon, la Courtillotte, la Vière, le cours d'eau 01 de l'Epine Houssard, le Fossé 01 de Sarvirgny, le Fossé 01 du Pont aux Anes, le ruisseau de l'Etourbillon, le ruisseau des Noues et le ruisseau Giraunau,.
La Vière, d'une longueur de 42 km, prend sa source dans la commune de Noirlieu et se jette  dans la Chée à Outrepont, après avoir traversé 13 communes. 
Le Cru, d'une longueur de 12 km, prend sa source dans la commune de Bettancourt-la-Longue et se jette  dans le Flancon à Jussecourt-Minecourt, après avoir traversé sept communes. 

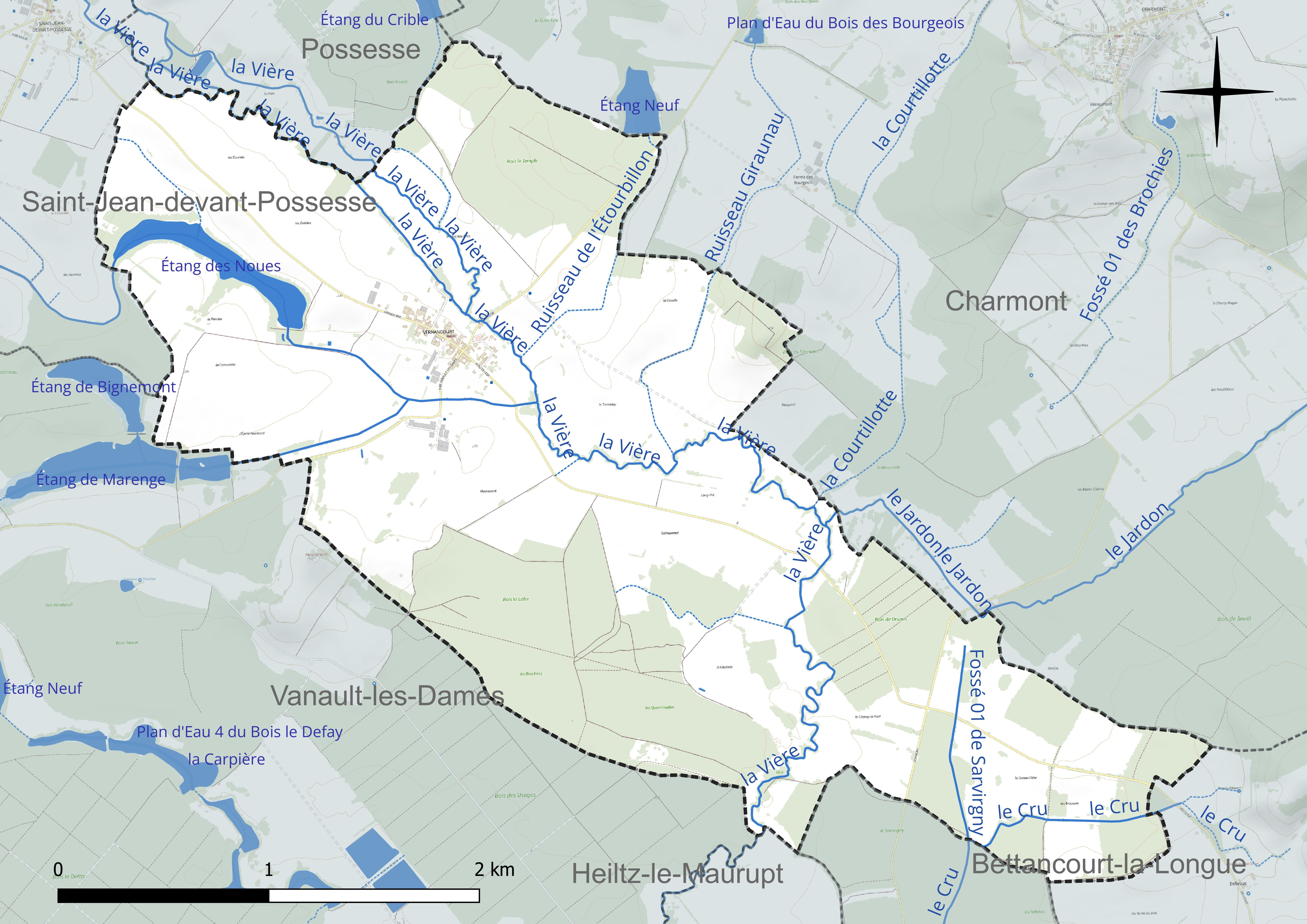
Réseau hydrographique de Vernancourt.

Un plan d'eau complète le réseau hydrographique : l'étang des Noues (10,7 ha),.

### Climat
Pour des articles plus généraux, voir Climat du Grand Est et Climat de la Marne.
En 2010, le climat de la commune est de type climat des marges montargnardes, selon une étude du Centre national de la recherche scientifique s'appuyant sur une série de données couvrant la période 1971-2000. En 2020, Météo-France publie une typologie des climats de la France métropolitaine dans laquelle la commune est exposée à un climat océanique altéré et est dans la région climatique  Nord-est du bassin Parisien, caractérisée par un ensoleillement médiocre, une pluviométrie moyenne régulièrement répartie au cours de l’année et un hiver froid (3 °C). 
Pour la période 1971-2000, la température annuelle moyenne est de 10,2 °C, avec une amplitude thermique annuelle de 15,8 °C. Le cumul annuel moyen de précipitations est de 832 mm, avec 12,7 jours de précipitations en janvier et 8,8 jours en juillet. Pour la période 1991-2020, la température moyenne annuelle observée sur la station météorologique de Météo-France la plus proche, « Vassincourt », sur la commune de Vassincourt à 16 km à vol d'oiseau, est de 11,4 °C et le cumul annuel moyen de précipitations est de 871,0 mm. 
La température maximale relevée sur cette station est de 41,7 °C, atteinte le 24 juillet 2019 ; la température minimale est de −17,4 °C, atteinte le 20 décembre 2009,,. 
Les paramètres climatiques de la commune ont été estimés pour le milieu du siècle (2041-2070) selon différents scénarios d'émission de gaz à effet de serre à partir des nouvelles projections climatiques de référence DRIAS-2020. Ils sont consultables sur un site dédié publié par Météo-France en novembre 2022.

## Urbanisme

### Typologie
Au 1er janvier 2024, Vernancourt est catégorisée commune rurale à habitat dispersé, selon la nouvelle grille communale de densité à sept niveaux définie par l'Insee en 2022.
Elle est située hors unité urbaine et hors attraction des villes,.

### Occupation des sols
L'occupation des sols de la commune, telle qu'elle ressort de la base de données européenne d’occupation biophysique des sols Corine Land Cover (CLC), est marquée par l'importance des territoires agricoles (71 % en 2018), une proportion sensiblement équivalente à celle de 1990 (71,4 %). La répartition détaillée en 2018 est la suivante : 
prairies (43,5 %), forêts (29 %), terres arables (27,5 %), eaux continentales (0,1 %). L'évolution de l’occupation des sols de la commune et de ses infrastructures peut être observée sur les différentes représentations cartographiques du territoire : la carte de Cassini (XVIIIe siècle), la carte d'état-major (1820-1866) et les cartes ou photos aériennes de l'IGN pour la période actuelle (1950 à aujourd'hui).

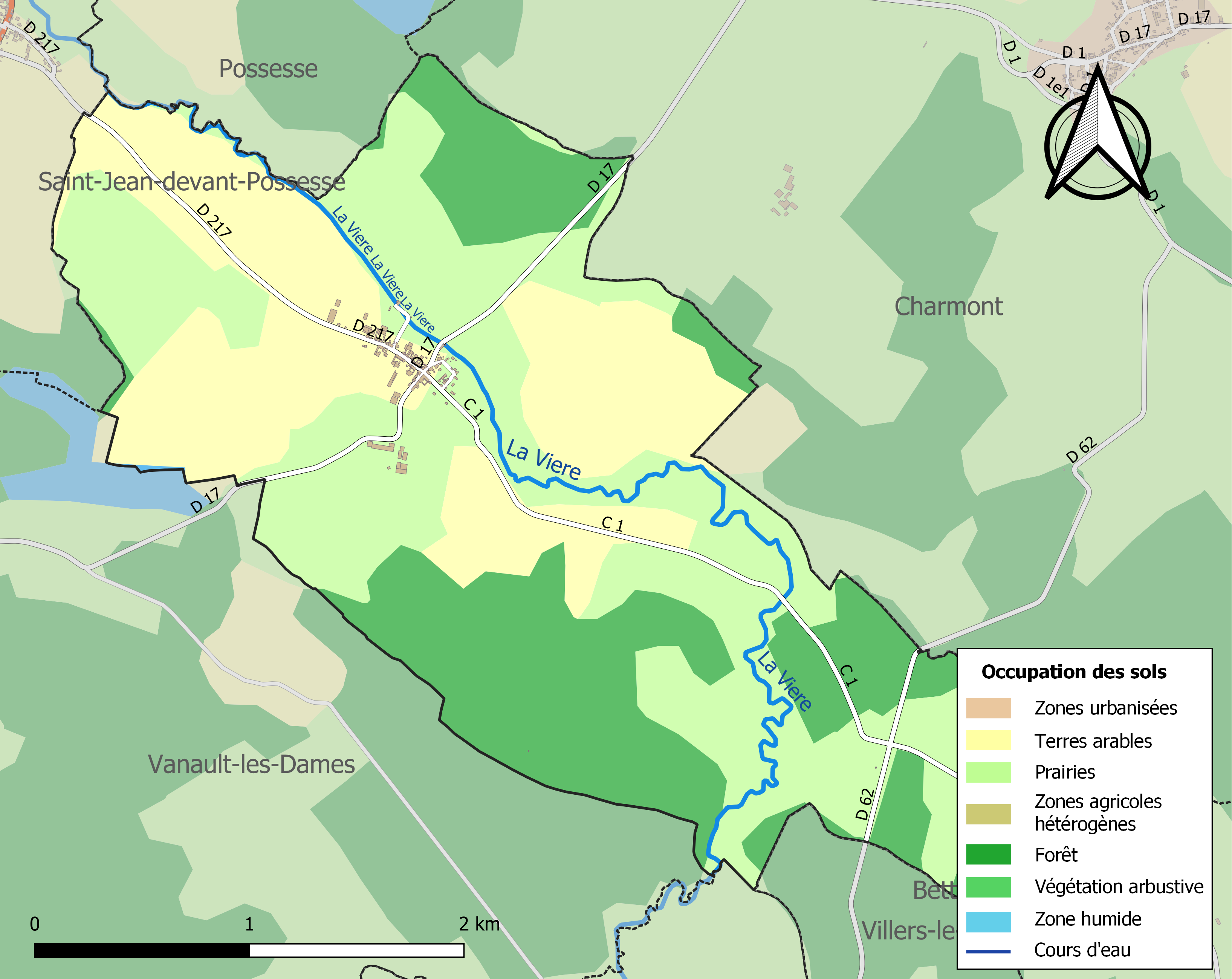
Carte des infrastructures et de l'occupation des sols de la commune en 2018 (CLC).

## Toponymie
Le nom de la localité est attesté sous les formes Warnuncort (1131-1142) ; Warnocurt (1217) ; Warnencurt (1223) ; Varnancourt (1244) ; Warnoncuria (1303) ; Warnencourt (1373) ; Warnencuria (1400) ; Warnancourt (1403) ; Vernancuria (1405) ; Vernencourt (1508) ; Vernencuria (1542) ; Varnencourt (1572) ; Vernemcour (1722) ; Vernencurtis (1755).

## Politique et administration

### Intercommunalité
La commune, antérieurement membre de la communauté de communes des Côtes de Champagne, est membre, depuis le 1er janvier 2014, de la communauté de communes Côtes de Champagne et Saulx.
En effet, conformément aux prévisions du schéma départemental de coopération intercommunale (SDCI) de la Marne du 15 décembre 2011, les quatre petites intercommunalités : 

- communauté de communes de Saint-Amand-sur-Fion, 
- communauté de communes des Côtes de Champagne, 
-  communauté de communes des Trois Rivières 
- communauté de communes de Champagne et Saulx 

ont fusionné le 1er janvier 2014, en intégrant la commune isolée de Merlaut, pour former la nouvelle communauté de communes Côtes de Champagne et Saulx.

### Liste des maires
| Période                                  | Période                      | Identité                  | Étiquette | Qualité                        |
| ---------------------------------------- | ---------------------------- | ------------------------- | --------- | ------------------------------ |
| Les données manquantes sont à compléter. |                              |                           |           |                                |
|                                          | 1831                         | Claude Charles Remy       |           | militaire à la retraite.       |
|                                          |                              | Nicolas François Frappart |           |                                |
| Les données manquantes sont à compléter. |                              |                           |           |                                |
| avant 1988                               | ?                            | Pierre Remiet             |           |                                |
| 2008                                     | En cours (au 4 juillet 2014) | Jacky Berton              |           | Réélu pour le mandat 2014-2020 |

## Équipements et services publics

### Eau et déchets
Le service public des déchets est assuré par le Syndicat mixte du Sud-Est Marnais (SYMSEM), qui a mis en place une redevance incitative. La collecte des ordures ménagères résiduelles (en bacs noirs pucés ou en sacs rouges prépayés) et des emballages ménagers recyclables (en sacs jaunes) est réalisée en porte à porte. Le SYMSEM adhérant au syndicat de valorisation des ordures ménagères de la Marne (SYVALOM), ces déchets sont amenés en centre de transfert à Sainte-Menehould ou Vitry-en-Perthois, puis valorisés sur le site de La Veuve. La collecte du verre se fait en apport volontaire, avant transformation dans une usine de Reims. Pour les déchets volumineux ou dangereux, le SYMSEM met à disposition de ses habitants une plateforme de déchets verts et gravats, à Saint-Amand-sur-Fion, ainsi que 12 déchèteries, à Arrigny, Courtisols, Givry-en-Argonne, Mairy-sur-Marne, Pargny-sur-Saulx, Pogny, Sainte-Menehould, Thiéblemont-Farémont, Valmy, Vanault-les-Dames, Villers-en-Argonne et Ville-sur-Tourbe.

## Démographie
L'évolution du nombre d'habitants est connue à travers les recensements de la population effectués dans la commune depuis 1793. Pour les communes de moins de 10 000 habitants, une enquête de recensement portant sur toute la population est réalisée tous les cinq ans, les populations de référence des années intermédiaires étant quant à elles estimées par interpolation ou extrapolation. Pour la commune, le premier recensement exhaustif entrant dans le cadre du nouveau dispositif a été réalisé en 2008.

En 2022, la commune comptait 82 habitants, en évolution de −8,89 % par rapport à 2016 (Marne : −1,19 %, France hors Mayotte : +2,11 %).
| 1793 | 1800 | 1806 | 1821 | 1831 | 1836 | 1841 | 1846 | 1851 |
| ---- | ---- | ---- | ---- | ---- | ---- | ---- | ---- | ---- |
| 242  | 270  | 282  | 297  | 308  | 310  | 314  | 302  | 290  |

| 1856 | 1861 | 1866 | 1872 | 1876 | 1881 | 1886 | 1891 | 1896 |
| ---- | ---- | ---- | ---- | ---- | ---- | ---- | ---- | ---- |
| 286  | 279  | 254  | 227  | 222  | 209  | 208  | 188  | 193  |

| 1901 | 1906 | 1911 | 1921 | 1926 | 1931 | 1936 | 1946 | 1954 |
| ---- | ---- | ---- | ---- | ---- | ---- | ---- | ---- | ---- |
| 183  | 155  | 166  | 100  | 102  | 102  | 102  | 120  | 97   |

| 1962 | 1968 | 1975 | 1982 | 1990 | 1999 | 2006 | 2008 | 2013 |
| ---- | ---- | ---- | ---- | ---- | ---- | ---- | ---- | ---- |
| 111  | 98   | 94   | 73   | 76   | 78   | 77   | 77   | 89   |

| 2018 | 2022 | - | - | - | - | - | - | - |
| ---- | ---- | - | - | - | - | - | - | - |
| 87   | 82   | - | - | - | - | - | - | - |

## Culture locale et patrimoine

### Lieux et monuments
Église datant du XVIe siècle.

### Personnalités liées à la commune
- Eustache de Vernancourt, capitaine aventurier mort le 18 novembre 1429 dans la prison du château de Bar-le-Duc, après avoir été capturé à Revigny-sur-Ornain[28],[29].
- Le baron Charles Remy, détenteur de la Légion d'honneur, né en 1769 à Saint-Jean-devant-Possesse et mort en 1832[30].
- Le baron Charles Remy fils, 1818 Vernancourt - 1896 Reims, notaire et historien.